# What Remains of Edith Finch
A What Remains of Edith Finch egy 2017-es videójáték, amit a Giant Sparrow fejlesztett és az Annapurna Interactive adott ki. A kalandjáték egy elátkozottnak vélt család három generációjának történetét mutatja be egyik tagjának szemszögén keresztül.

## Koncepció
A játék alapvetően egy "sétaszimulátor", ahol a játékosnak viszonylag kevés lehetősége nyílik a kalandjátékokban megszokott interaktivitásra. Helyette a 2012-es Dear Esther nyomdokain haladva a játék lényegében egy művészien kidolgozott történetet ismertet, kihasználva a videójáték-forma következtében rendelkezésre álló lehetőségeket.

## Cselekmény
A 17 éves Edith Finch családjának utolsó élő tagjaként felkeresi az évek óta elhagyatottan álló Washington állambeli Finch-házat, ahol 11 éves koráig élt. A lány meg akarja ismerni családja múltját, mivel anyja a Fincheket több generáció óta sújtó állandó szerencsétlenségek miatt azt nagyrészt eltitkolta előle. Miután Edith bejut a házba, egyenként fedezi fel a család korábbi tagjainak érintetlenül hagyott szobáit, megismerve általában tragikusan rövid életük történetét.
Az első megismert családtag Odin Finch, aki az Óvilágból, Norvégiából 1937-ben települt át Amerikába családjával, hogy elmeneküljön Fincheket valamilyen rejtélyes ok miatt érő átoktól. Közvetlen partot érésük előtt azonban hajójuk (amellyel a norvégiai házukat is magukkal hozták) elsüllyed. Odin megfullad, lánya Edith "Edie" Finch, sógora Sven és unokája Molly azonban túlélik a balesetet. A Finchek rövidesen felépítik új házukat a parton, kilátással a régi  ház a tengerből kiálló roncsaira. Az ezermester Sven titkos, csak négykézláb használható alagutakat is épít a házba, melyek az egyes szobákat összekötik.
Több évnyi nyugalom után a családot újabb tragédia éri: Molly tízévesen meghal, feltehetően mérgező anyagok elfogyasztása következtében. (Edith megtalálja Molly szobájában a naplóját, melybe közvetlenül halála előtt leírta élményeit) Edie és Sven már Amerikában született négy további gyermeke Barbara, Calvin, Sam és Walter sorsa szintén tragikus. A gyermekszínészként híressé vált Barbara 16 évesen gyilkosság áldozatává válik (Ennek körülményeire Edith csupán egy, az esetet durván kiszínező kortárs horrorképregény alapján következtethet.) Walter részben tanúja lesz az eseménynek, és félve hogy Ő következik, a ház alatt kiépített bunkerbe zárkózik. Ott él titokban sok éven keresztül, míg végül egy nap úgy dönt hogy már nem érdekli mi lesz és elhagyja a bunkert. Ezután szinte rögtön utol éri a halál. Calvin 11 évesen veszti életét, amikor megpróbál átfordulni a ház melletti hintán. Edie gyermekei szobáit változatlanul hagyja. Néhány évvel később Sven is meghal egyik építkezése során. Edie gyermekei közül egyedül Sam éri meg a kort, hogy családot alapíthasson.
Samnek három gyermeke születik: Dawn, Gus és Gregory. Feleségével és gyerekeivel a ház felső emeletére költözik be. Feleségével azonban a házassága megromlik és miután a csecsemő Gregory egy fürdetés során megfullad, hamar elválnak. Sam néhány év múlva újra megházasodik, azonban az esküvői partin vihar tör ki, ami megöli Gust. Egy évvel később Sam elviszi Dawnt vadászni, ahol egy szarvas lelövésére kényszeríti lányát. Fényképezkedés közben a még életben lévő szarvas azonban a halálba löki  Samet egy szikláról. (Edith nagyapja halálának körülményeit is csak most fedezi fel.)
Dawn Edienél marad, majd felnőve Indiában alapít családot. Férje halála után azonban visszatér Ediehez három gyermekével, Lewissal, Miltonnal és Edith-tel. A Finch házat újabb szobákkal bővítik ki, az előző családtagok szobáiba továbbra sem költöznek be. Néhány év nyugalom után Milton nyomtalanul eltűnik. Lewis élete félresiklik, mentális betegsége, monoton munkája és drog elvonási tünetei miatt öngyilkosságot követ el. Lewis halála után a családi átok miatt paranoiássá vált Dawn Edith-tel elhagyja a Finch-házat. Az idős Edie indulásuk előtt megosztaná Edith-tel a család titkát, azonban Dawn ezt megakadályozza. Edie Dawnék indulása után másnap meghal (vagy eltűnik, Edith nem fogalmaz egyértelműen). Évekkel később Dawn is meghal egy krónikus betegségben. Az egyedül maradt, ismeretlen körülmények között teherbe esett Edith azért is tér vissza a Finch házba, hogy szemben vele, gyermeke családja történetét ismerve nőjön fel.
A játék végén kiderül, hogy Edith néhány hónappal a Finch házban tett látogatása után belehal a szülésbe, fiatal gyermeke azonban hozzájutott családjáról készített jegyzeteihez és évekkel később felkereste Edith sírját a Finch ház melletti családi temetőben.

## Fogadtatás
A játékot fogadtatása rendkívül pozitív volt, a kritikák általában hangsúlyozták történetmesélésének kiemelkedő voltát. A 2017-es The Game Awards-on három kategóriában kapott jelölést, amelyből a legjobb narratíva kategóriát meg is nyerte.